# Старославянский язык
Старославя́нский язы́к (самоназвание — сло̀вѣньскъ ѩзꙑ́къ) — первый славянский литературный язык, основанный на диалекте славян, живших в IX веке в окрестностях города Солуни (восточная группа южнославянской ветви праславянского языка). Письменность разработана в середине IX века братьями-просветителями Кириллом и Мефодием. В IX—XI веках являлся литературным языком большинства славянских народов и оказал влияние на формирование многих молодых тогда славянских языков. В качестве алфавита для старославянского языка использовались глаголица и кириллица. С самого начала старославянский был языком книжно-литературным и никогда не использовался в качестве средства бытового общения.
К концу X века под влиянием других славянских языков претерпел изменения, и рукописи, написанные позже этого периода, считаются написанными уже на церковнославянском языке. Старославянский язык, основанный лишь на одном из диалектов восточной группы южнославянской ветви славянских языков, не следует путать с праславянским языком, более древним языком, ставшим основой для всех славянских языков.

## Название
В рукописях времени появления языка называется «славянским» или «словенским» (словѣньскъ). В V главе «Жития Мефодия» византийский император Михаил III говорит, обращаясь к Кириллу и Мефодию: «Вы бо ѥста селꙋнѧнина, да селꙋнѧне вьси чисто словѣньскы бесѣдѫѭть» (вы же есть селуняне, да селуняне все чисто по-славянски беседуют). В XV главе говорится о том, что Мефодий перевёл книги на славянский язык: прѣложи въ бързѣ вьсѧ книгы ѿ грьчьска ѩзыка въ словѣньскъ (перевёл быстро все книги с греческого языка на славянский), а в XVII главе — что ученики Мефодия после его смерти отслужили службу, в том числе и на славянском языке: слꙋжьбѫ цьркъвьнѫѭ латиньскы, грьчьскы и словѣньскы сътрѣбиша (службу церковную по-латыни, по-гречески и по-славянски отслужили). Использует это название и писатель Иоанн Экзарх.
В русской литературе XVIII — начала XIX века язык первых славянских текстов также называли «славянским», «славенским» или «славянщиной» (у М. В. Ломоносова, А. С. Шишкова и др). Термин «древнецерковнославенский язык» (нем. Altkirchenslawische, англ. Old Church Slavonic) использовал Ломоносов в 1758 году, «церковнославянский» впервые употребил А. Х. Востоков, он же встречается у Н. И. Надеждина в 1836 году в статье «Европеизм и народность в отношении к русской словесности». М. А. Максимович в своих работах 1830—1840-х годов использовал термины «церковнославянский язык» и «старославянский язык». И. И. Срезневский в 1849 году говорил о «старославянском наречии».
В опубликованных в 1919 году «Лекциях по фонетике старославянского (церковнославянского) языка» Ф. Ф. Фортунатов предложил разграничить понятия «старославянский язык» и «церковнославянский язык», назвав язык, на котором были написаны первые памятники славянской литературы, «старославянским», а современный язык церковной литературы — «церковнославянским».
Термин «старославянский» на сегодня является наиболее принятым в современной русскоязычной науке, но встречается также в литературе и понятие «древнеславянский» (Н. И. Толстой, Ф. Мареш, Н. А. Мещерский, М. М. Копыленко). Термин славянизм можно применить к заимствованиям как из старославянского, так и церковнославянского языка.
В литературе южных славянских народов имеется разночтение в наименовании языка: в болгарской традиции он называется «древне-» или «староболгарский язык» (иногда и в немецкой: Altbulgarisch), а в современной Северной Македонии его иногда называют «старомакедонский». Но чаще всего он носит название «староцерковнославянский»:

| - Русский: Старославянский язык - Болгарский: старобългарски, староболгарский - Македонский: старомакедонски, старомакедонский - Украинский: (давньо-/старо)церковнослов’янська, (древне-/старо-)церковнославянский - Белорусский: стараславянская, старославянский - Боснийский: staro(crkveno)slavenski, старо(церковно)славянский - Польский: staro-cerkiewno-słowiański, староцерковнославянский - Сербский: старо(црквено)словенски, старо(церковно)славянский - Словацкий: (staro)slovienčina, (старо)славянский | - Словенский: stara cerkvena slovanščina, староцерковнославянский - Хорватский: staro(crkveno)slavenski, старо(церковно)славянский - Чешский: staroslověnština, старославянский - Латинский: palaeoslavica, старославянский - Английский: Old Church Slavonic, староцерковнославянский - Испанский: antiguo eslavo eclesiástico, староцерковнославянский - Немецкий: altkirchenslawische Sprache, староцерковнославянский - Французский: vieux slave, старославянский - Греческий: αρχαία εκκλησιαστική σλαβονική γλώσσα, староцерковнославянский - Иврит: סלאבית כנסייתית עתיקה, древнецерковнославянский |

## Происхождение

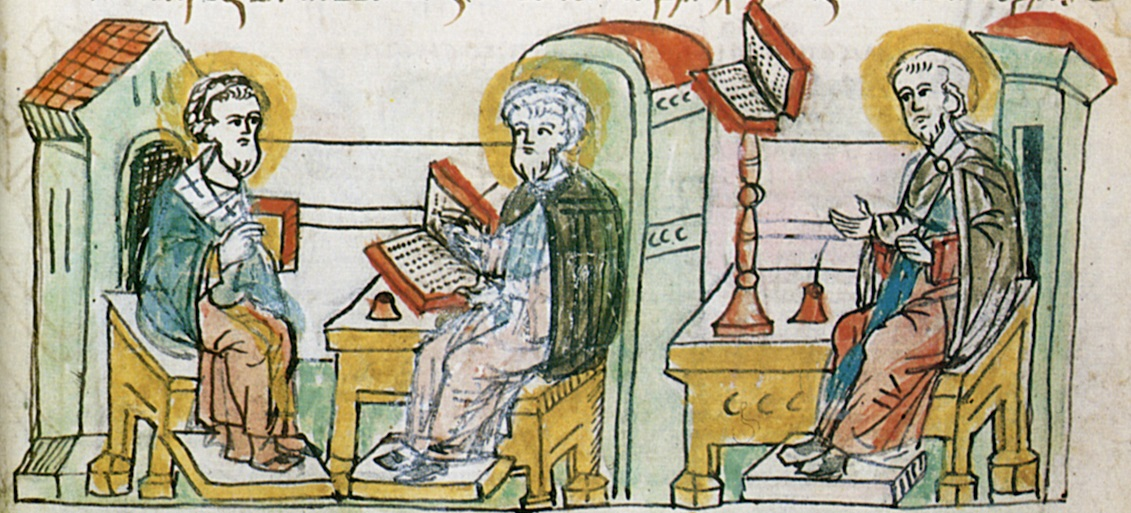
Перевод богослужебных книг Кириллом и Мефодием. Миниатюра из Радзивилловской летописи, конец XV века

Появление старославянского языка связывают с именами Кирилла и Мефодия, которые взялись переводить богослужебные книги (некоторые части Библии: Евангелие, Псалтирь, паремии, и др.) на язык славян. Диалектной основой старославянского языка стал один из говоров славян, живших в IX веке в окрестностях Солуни — родного города Кирилла и Мефодия, которые также говорили на нём. Современные исследователи относят этот говор к восточной группе южнославянской ветви праславянского языка. В те времена различия между славянскими языками были ещё невелики, поэтому старославянский язык смог успешно претендовать на роль общеславянского литературного языка.
Исторический интерес представляют существовавшие раньше другие теории о диалекте, на основании которого была разработана старославянская письменность[уточнить].

### Болгарская теория
Согласно теории, выдвинутой П. Шафариком, а позже разработанной А. Лескином, старославянский язык на самом деле является древнеболгарским языком, из которого впоследствии развился современный болгарский язык. Эта теория в настоящее время поддерживается подавляющим большинством болгарских лингвистов.

#### Македонская теория
Сторонником македонской (болгаро-македонской) теории был Игнатий Ягич и его ученик Ватрослав Облак, который организовал диалектологическую экспедицию в район Салоник в 1892 году, в ходе которой выявил связь македонских говоров болгарского языка со старославянским языком. В. Облак использует для этих диалектов термин «болгаро-македонские» (bulgarisch-macedon. Dialecte) и «западноболгарские» и пишет о болгаро-македонском происхождении старославянского языка (bulgar.-macedonische Provenienz des Altsloven).

### Паннонско-каринтийская теория
Согласно паннонской теории, письменность старославянского языка была разработана на основе языка славян Каринтии и Паннонии, являвшихся предками современных словенцев. Сторонниками этой теории выступали Ерней Копитар и Франц Миклошич. Они утверждали, что немецкие, латинские и венгерские заимствования в текстах на старославянском языке можно объяснить только тем, что письменность была разработана на основе диалекта паннонских славян. Копитар также утверждал, что первая славянская Библия появилась именно у указанных славянских племён, однако исследования И. Ягича, В. Облака, М. Фасмера и В. Щепкина показали несостоятельность теории. Все данные говорят о том, что миграционные процессы протекали более сложно. Балканы заселялись миграционными потоками из западной и восточной Паннонии. Судя по направлению изоглосс, к северу от Дуная в древней Паннонии существовала диалектная общность, к которой восходят истоки южнославянских языков и диалектов.

## История
На данный момент вопрос существования у древних славян письменности до миссии Кирилла и Мефодия является предметом научных дискуссий. Ряд исследователей (В. А. Истрин, Л. П. Якубинский, С. П. Обнорский, Б. А. Ларин, П. Я. Черных, А. С. Львов) высказывал предположение о наличии письменности у славян до деятельности христианских миссионеров. О возможности её существования действительно косвенно свидетельствуют упоминание о ней в ряде исторических источников: в хронике Титмара Мерзебургского, «житиях Мефодия и Константина», записях Ибн Фадлана и Фахр-и Мудаббира, «Книге росписи известий об учёных и именах сочиненных ими книг» Ан-Надима, книге «Золотые копи и россыпи самоцветов» Аль-Масуди, русско-византийских договорах 911 и 945 годов. Однако, самих литературных памятников дохристианской письменности до сих пор не обнаружено.

### Создание азбуки старославянского языка

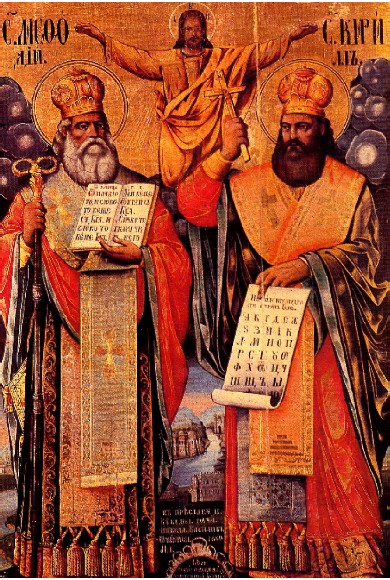
Кирилл и Мефодий. Икона XIX века

Создание письменности на старославянском языке связано с деятельностью миссионеров братьев Кирилла и Мефодия в процессе христианизации славян. В ходе назревавшего конфликта между Константинопольским патриархом и Римским папой великоморавский князь Ростислав в 862 году обратился к императору Византии Михаилу III с просьбой направить в его государство учителей, священников или епископа, которые бы заложили в Великой Моравии основы собственного церковного управления. Император дал согласие и в качестве миссионеров выбрал братьев Кирилла и Мефодия, так как они происходили из города Фессалоники, вокруг которого проживали славянские племена, и неплохо разговаривали на славянских языках. Перед тем как отправиться в Моравию, в 863 году с помощью брата Мефодия и учеников Кирилл составил старославянскую азбуку и перевёл на старославянский язык с греческого основные богослужебные книги. О времени изобретения старославянской азбуки свидетельствует сказание современника царя Симеона I болгарского монаха Черноризца Храбра «О письменах». Он пишет:

Если же спросить славянских грамотеев так: кто вам письмена сотворил или книги перевел, то все знают и, отвечая, говорят: святой Константин Философ, нареченный Кириллом — он нам письмена сотворил и книги перевел, и Мефодий, брат его. Поскольку ещё живы видевшие их. И если спросить, в какое время, то знают и говорят, что во время Михаила, царя греческого, и Бориса, царя болгарского, и Ростислава, князя моравского, и Коцела, князя блатенского, в лето от сотворения всего мира 6363.Оригинальный текст (ст.-слав.)Аще ли въпросиши словѣньскыѧ боукарѧ, глаголѧ: «Къто вы письмена сътворилъ есть, или кънигы прѣложилъ?» — То вьси вѣдѧтъ и отъвѣщавъше рекутъ: «Свѧтыи Костанътинъ Философъ, нарицаемыи Кѵрилъ, тъ намъ письмена сътвори и кънигы прѣложи, и Меѳодие, братъ его. Суть бо еще живи иже суть видѣли ихъ». И аще вопросиши: «в кое времѧ?» то ведѧтъ и рекутъ: «ѧко въ врѣмена Михаила, цѣсарѧ грьчьска, и Бориса, кънѧза блъгарьска, и Растица кънѧза моравьска, и Коцелѧ кънѧза блатьньска въ лѣто же отъ съзъданьѧ вьсего мира 6363»
Христианские книги переводились с греческого языка на один из диалектов южных славян, живших рядом с городом Салоники, который был понятен и другим славянам.
На данный момент среди исследователей нет единой точки зрения, какая из двух известных старославянских азбук была разработана Кириллом — глаголица или кириллица. Однако, большинство учёных склоняется к мнению, что более древним старославянским алфавитом, созданным Кириллом Философом, является глаголица, а кириллица была создана позже на основе греческого алфавита. Лингвистический анализ старейших славянских литературных памятников показал, что тексты, написанные на глаголице, имеют гораздо больше архаизмов (в морфологии и лексике), чем тексты, написанные на кириллице. На глаголице написано большинство ранних старославянских текстов (Миссал, Евангелие, Псалтирь, молитвы, проповеди и жития святых). Глаголицей изначально были написаны и «Жития Кирилла и Мефодия», которые позже были переписаны кириллицей. На глаголице Кирилл написал и своё поэтическое произведение «Проглас», защищавшее славянскую азбуку и славянские переводы Библии. Сторонники этой точки зрения считают, что кириллица была создана в X веке учеником Кирилла и Мефодия Климентом Охридским (в связи с этим её второе название «климентица»). Согласно другой теории, кириллица была создана на 30—40 лет позже глаголицы в Болгарии при участии болгарского царя Симеона I и болгарских священников Константина Преславского и Иоанна Экзарха. Из 38 букв старославянской кириллицы 24 созданы на основе греческого алфавита, причём некоторые заимствованы чисто механически (например Д, Т, П, И). К ним были добавлены 19 букв для обозначения звуков, специфических для славянского языка и отсутствующих в греческом.

Старославянские азбуки
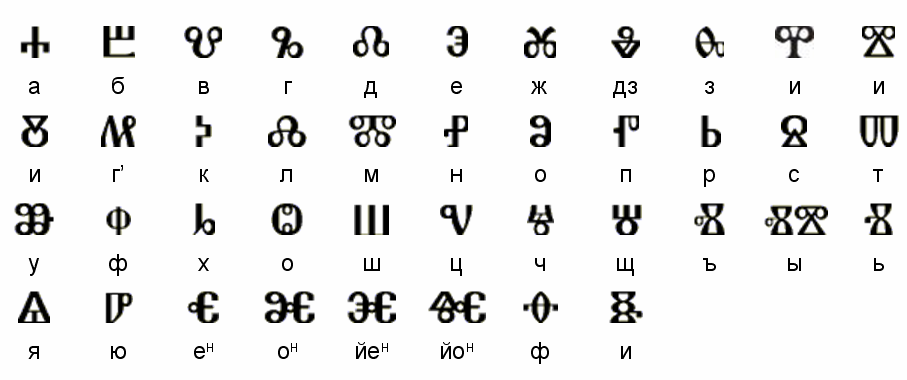
Глаголица
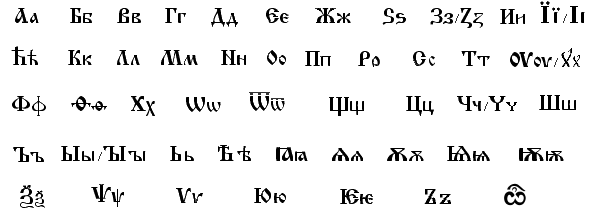
Кириллица

### Распространение языка

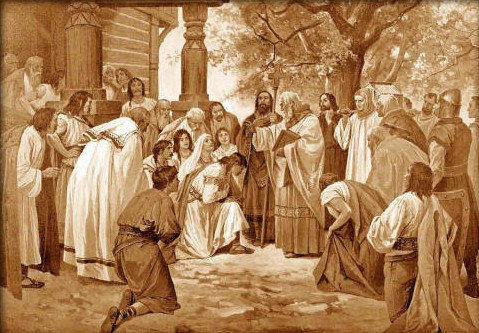
В. Черны. Приход Кирилла и Мефодия в Моравию

В Моравии Кирилл и Мефодий вместе с учениками (Климентом, Наумом, Ангеларием, Гораздом и Саввой) продолжали переводить церковные книги с греческого на старославянский язык, обучали славян чтению, письму и ведению богослужения на старославянском языке. Находясь в Моравии и Паннонии, Кирилл и Мефодий перевели с греческого на старославянский язык Номоканон, большое количество литургических книг и первый славянский правовой кодекс — Закон судный людем. В переводческой деятельности Кирилла и Мефодия в Моравии и Паннонии лексический состав старославянского языка обогатился словами чешско-моравского происхождения, а также заимствованиями из поздней латыни или древневерхненемецкого языка, бытовавшими на территории Великой Моравии, которые получили в научной литературе название моравизмов.
Деятельность братьев в Моравии с самого начала столкнулась с ожесточённым сопротивлением со стороны германского духовенства, считавшего эти территории традиционно своими и распространявшее здесь христианские обряды на латинском языке. В результате в 867 году братья были вынуждены отправиться в Рим, чтобы оправдать свои действия перед папой. По дороге в Рим они посетили Блатенское княжество, где в Блатнограде по поручению князя Коцела обучали славян книжному делу и богослужению на славянском языке.
В Венеции они были вынуждены вступить в спор со сторонниками преобладавшей в то время в христианской церкви так называемой трёхъязычной ереси, согласно которой священное писание могло существовать исключительно на трёх языках: латинском, греческом и древнееврейском. В споре со своими оппонентами Кирилл отстаивал право на создание старославянской азбуки:

Разве не идет от Бога дождь одинаково на всех, или солнце не сияет для всех, или вся тварь не дышит одним воздухом? Как же вы не стыдитесь думать, что, кроме трёх языков, все остальные племена и языки должны быть слепыми и глухими?

По прибытии в Рим Кирилл передал римскому папе Адриану II обретённые им ранее в Херсонесе мощи святого Климента, после чего папа утвердил богослужение на славянском языке, и переведённые книги приказал положить в римских церквях. По велению папы Формоз (епископ Порто) и Гаудерик (епископ Веллетри) посвятили в священники трех братьев, путешествовавших с Кириллом и Мефодием. В 869 году в Риме Кирилл умер, а Мефодий в следующем году вернулся в Моравию уже в звании архиепископа, где вновь встретил сопротивление германского духовенства. Ситуация осложнялась тем, что после поражения князя Ростислава от Людовика Немецкого моравским князем стал его племянник Святополк, попавший под немецкое политическое влияние. При нём Мефодий даже был заключён в один из швабских монастырей — Райхенау, но был освобождён через три года после вмешательства папы Иоанна VIII, который, впрочем, также запретил и богослужение на славянском языке, разрешив только проповеди. После освобождения Мефодий в обход запрета папы продолжал богослужения на славянском языке, крестил чешского князя Борживоя и его супругу Людмилу. В 879 году Мефодию удалось получить в Риме папскую буллу, разрешающую богослужение на славянском языке. После смерти Мефодия его преемником в Моравии стал его ученик Горазд Охридский.
При Горазде противники славянской письменности в Моравии добились у папы Стефана V запрещения славянского языка в церковной литургии, а ученики Мефодия были изгнаны из Моравии. Несмотря на это, распространение письменности на старославянском языке в Моравии и Чехии сразу не прекратилось. Известны литературные памятники, написанные в этих странах глаголицей на старославянском языке в X и XI веках — Киевские листки, Пражские отрывки и другие. С XI века западные славяне в письменности используют латинский алфавит, на котором, в том числе, были написаны в XI—XII веках и Фрейзингенские отрывки — древнейший текст на славянском языке, записанный латиницей.
Ученики Мефодия, покинув Моравию, частично отправились к хорватам, а частично — в Болгарию, где продолжили дело развития славянской письменности. Именно Болгария и стала в конце IX века центром распространения письменности на старославянском языке. Здесь сформировались две крупные школы — Охридская и Преславская, где творили знаменитые болгарские книжники — Климент Охридский, Наум Охридский, Иоанн Экарх, Константин Преславский и Черноризец Храбр.
В X веке, вместе с принятием христианства, старославянский в качестве литературного языка начинает использоваться на Руси.

### Памятники старославянского языка
Литературные памятники на старославянском языке, относящиеся к IX веку и написанные Кириллом и Мефодием или их учениками, не дошли до нашего времени. Древнейшие надписи датируются X веком, однако большинство крупных известных памятников создано в XI веке. Часть из них написана глаголицей, часть — кириллицей. Практически все глаголические памятники (за небольшим исключением) написаны в средневековой Болгарии и являются более близкими и качественными копиями первых переводов с греческого. В их грамматическом строе и звуковой системе языка отражается более раннее время их создания. Что же касается лексики, то она характеризуется большим количеством непереведённых греческих слов. Кириллические памятники отражают более позднее состояние старославянского языка. В ряде случаев они представляют собой не копии, а новые переводы с греческого и являются менее точными по отношению к оригиналам по сравнению с глаголическими памятниками. Практически все известные литературные памятники на старославянском языке не датированы, и время их создания восстановлено приблизительно, на основании палеографических данных и знаний о состоянии языка на тот или иной момент.
Г. А. Хабургаев, А. М. Селищев и Р. Вечерка называют ряд текстов, которые можно отнести к литературным памятникам старославянского языка. А. А. Зализняк добавил к списку старославянских текстов открытый позже Новгородский кодекс:
| Тексты на глаголице: 1. Ассеманиево Евангелие 2. Боянское Евангелие 3. Зографское Евангелие 4. Зографский палимпсест 5. Киевские глаголические листки 6. Сборник Клоца 7. Мариинское Евангелие 8. Рыльские глаголические листки 9. Синайская псалтырь 10. Псалтырь Дмитрия 11. Синайский евхологий 12. Охридские глаголические листки 13. Отрывки глаголической надписи на развалинах церкви в Преславе | Тексты на кириллице 1. Надпись Самуила 2. Добруджанская надпись 3. Надпись на могиле чергубыля Мостича 4. Битольская надпись 5. Енинский апостол 6. Зографские листки 7. Листки Ундольского 8. Македонский листок 9. Саввина книга 10. Супрасльская рукопись 11. Хиландарские листки 12. Новгородский кодекс 13. Отрывки кириллической надписи на развалинах церкви в Преславе 14. Вставки в латинскую рукопись «Martyrologum Odonis» (Райград) |

### Преобразование в церковнославянский язык
Распространившись среди славянских народов в качестве литературного языка, старославянский под влиянием живой речи народов, ставших его использовать, практически сразу начал претерпевать на местах изменения. Считается, что к концу X века «классический» старославянский язык перестал употребляться при письме, и тексты, созданные позже этого периода, считаются написанными на одном из изводов церковнославянского языка.
В работах учёных существуют разночтения, к какому языку — старославянскому или церковнославянскому — относить литературные памятники, созданные в период становления местных редакций общеславянского книжного языка. Хабургаев и Селищев относят их к местным изводам старославянского языка, а Изотов, Маршева, Шушарина и Асадов — уже к первым памятникам местных изводов церковнославянского языка. Такое деление условно, но, в любом случае, эти тексты уже отражали особенности местных языков:
| Чешский извод: (на глаголице) 1. Пражские глаголические отрывки Хорватский извод: (на глаголице) 1. Венские листки миссала 2. Гршковичевый отрывок 3. Фрагмент легенды о 40 мучениках Сербский извод: (на кириллице) 1. Мирославово Евангелие 2. Вуканово Евангелие 3. Шишатовацкий апостол | Паннонский извод: (на латинице) 1. Фрейзингенские отрывки Болгарский извод (среднеболгарский язык) (на кириллице) 1. Добромирово Евангелие 2. Охридский апостол 3. Болонская псалтырь 4. Битольская Триодь 5. Добрейшево Евангелие 6. Боянское Евангелие 7. Тырновское Евангелие 8. Манасиева летопись | Древнерусский извод (на кириллице) 1. Остромирово Евангелие 2. Архангельское Евангелие 3. Минеи служебные 1095—1097 годов 4. Чудовская псалтирь 5. Евгениевская псалтирь 6. Изборники Святослава 1073 и 1076 годов 7. Новгородские, или Куприяновские отрывки 8. Слуцкий отрывок 9. Лимонарь, или Луг духовный, или Синайский патерик 10. Слова Кирилла Иерусалимского 11. Слова Григория Богослова 12. Алфавитарь, или Азбучная молитва 13. Галицкое Евангелие 14. Церковный устав (типик) студийский 15. Ефремовская кормчая 16. Успенский сборник |

## Значение старославянского языка
Для лингвистики значение старославянского языка определяется, прежде всего, его древностью, благодаря чему он ближе всех других славянских языков стоит к гипотетическому праславянскому языку.
Являясь в IX—X веках литературным языком большинства славянских народов, оказал благотворное влияние на формирование многих молодых тогда славянских языков, обогатив, например, русский язык, отвлечёнными понятиями, не имевшими ещё своих названий. А разработанная для старославянского языка кириллица в дальнейшем легла в основу русской, украинской, белорусской, македонской, болгарской и сербской азбук. Также разработанная для старославянского языка глаголица до 60-х годов XX века использовалась в Хорватии для католических богослужений на церковнославянском языке по глаголическому обряду.

## Лингвистические черты

### Фонетика

#### Структура слога
Слог строился на основе закона восходящей звучности, как и во всех славянских языках того времени. Звуки в слоге могли располагаться только в порядке возрастания звучности:
1. фрикативный;
2. смычный;
3. носовой сонорный или в (м, н, в);
4. плавный (сонорный) — р, л;
5. гласный,

то есть начиная от наименее звучных и заканчивая наиболее звучными.
Слог заканчивался плавным или гласным («закон открытого слога»), присутствие в слоге звуков из остальных групп было не обязательно. Соседство звуков из одной группы было возможно только, если они могли относиться к разным слогам.
Вместе с тем была тенденция избегать слишком резких переходов в звучности, так что часто возникали вставные согласные, [зр]>[здр], [ср]>[стр].

#### Гласные
Старославянский язык имел 11 гласных фонем, которые различались следующими признаками:
- ряд (зона образования, степень продвинутости языка вперёд или назад): гласные переднего и непереднего ряда;
- подъём (степень подъёма языка к нёбу): гласные верхнего, среднего и нижнего подъёма;
- назальность/неназальность: носовые и чистые гласные;
- лабиализация (огубленность).

| Подъём  | Ряд      | Ряд     | Ряд    |
| Подъём  | Передний | Средний | Задний |
| ------- | -------- | ------- | ------ |
| Верхний | /i/ и    | /ɨ/ ꙑ   | /u/ у  |
| Средний | /ɪ̆/ ь    |         | /о/ о  |
| Средний | /e/ є    |         | /ɤ̆/ ъ  |
| Средний | /ɛ̃/ ѧ    |         | /ɔ̃/ ѫ  |
| Нижний  | /æː/ ѣ   | /а/ а   |        |

Фонетическая система характеризовалась наличием сверхкратких (редуцированных, в старой терминологии «глухих») звуков /ъ/ и /ь/, которые могли находиться в слове в сильной позиции (приближаясь более отчётливо к гласным полного образования) или в слабой. Позиции редуцированных определяются с конца слова.
Выделяется три слабых позиции:
- в абсолютном конце неодносложного слова;
- перед слогом с гласным полного образования;
- перед слогом с редуцированным в сильной позиции;

Сильные позиции:
- перед слогом с редуцированным в слабой позиции;
- в начале слога под ударением (условно);
- на конце односложного слова.

Впоследствии редуцированные в слабой позиции исчезли из произношения, это явление называется «падением редуцированных». В старославянских памятниках отражены начальные стадии этого процесса.

#### Согласные
Старославянский язык имел 26 согласных фонем (27 с учётом /ф/, входящей только в заимствованные слова), различающихся по следующим признакам:
- место образования;
- способ образования;
- участие голоса (глухой/звонкий);
- дополнительная артикуляция (твёрдый/полумягкий/мягкий).

|               | Губные          | Зубные                  | Средненёбные       | Задненёбные   |
| ------------- | --------------- | ----------------------- | ------------------ | ------------- |
| Носовые       | /m/ м           | /n/ н                   |                    |               |
| Взрывные      | /p/ п — /b/ б   | /t/ т — /d/ д           |                    | /k/ к — /g/ г |
| Фрикативы     | (/f/) ф — /v/ в | /s/ с — /sʲ/ сь — /z/ з | /ɕ/ ш — /ʑ/ ж      | /x/ х         |
| Аффрикаты     |                 | /t͡sʲ/ ц — /d͡zʲ/ s       | /ɕ͡tʲ/ щ — /ʑ͡dʲ/ жд |               |
| Аппроксиманты |                 |                         | /j/ и              |               |
| Дрожащие      |                 | /r/ р — /rʲ/ рь         |                    |               |
| Боковые       |                 | /ɫ/ л — /lʲ/ ль         |                    |               |

Примечания к таблице:
1. В ряде памятников (например, в Супрасльской рукописи и Енинском апостоле) фонемы /д’з'/ и /з/ не различаются
2. В памятниках отражена как взрывная /г/ (къникьчиѩ — Мариинское четвероевангелие), так и фрикативная (книхчиѩ — Супрасльская рукопись)

### Морфология

#### Глагол
В старославянском было четыре типа прошедших времён — два простых (аорист, имперфект) и два сложных, то есть составных (перфект, плюсквамперфект).

##### Аорист
Старославянский простой аорист образовывался только от основ инфинитива на согласный, то есть от основ I типа, а также от основ III типа.
Таблица аориста согласно учебнику Захаровой.
| вид времени | вид времени | аорист                   | аорист        | аорист                   |
| вид времени | вид времени | простой (асигматический) | сигматический | сигматический на гласную |
| ----------- | ----------- | ------------------------ | ------------- | ------------------------ |
| ед. число   | 1-е лицо    | идъ                      | идохъ         | копахъ                   |
| ед. число   | 2-е лицо    | иде                      | иде           | копа                     |
| ед. число   | 3-е лицо    | иде                      | иде           | копа                     |
| дв. число   | 1-е лицо    | идовѣ                    | идоховѣ       | копаховѣ                 |
| дв. число   | 2-е лицо    | идета                    | идоста        | копаста                  |
| дв. число   | 3-е лицо    | идете                    | идосте        | копасте                  |
| мн. число   | 1-е лицо    | идомъ                    | идохомъ       | копахомъ                 |
| мн. число   | 2-е лицо    | идете                    | идосте        | копасте                  |
| мн. число   | 3-е лицо    | идѫ                      | идошѧ         | копяшѧ                   |

##### Имперфект
Формы имперфекта обычно употреблялись в старославянских текстах в тех случаях, когда необходимо было указать на действие (или состояние), совершавшееся в прошлом как длительный акт, иногда повторявшийся в прошлом, включавший в себя рад составных моментов.
Обозначая действие (или состояние) длительное, имперфект обычно образовывался от основ несовершенного вида.

В отличие от аориста все имперфектные образования, независимо от того, были ли они произведены с суффиксом [-ах-] или [-ěах-], спрягались одинаково.

## Википедия на старославянском языке
Существует раздел Википедии на старославянском языке («Википедия на старославянском языке»). По состоянию на 20:40 (UTC) 4 августа 2025 года раздел содержит 1301 статью (общее число страниц — 5872); в нём зарегистрирован 27 951 участник, один из них имеет статус администратора; 19 участников совершили какие-либо действия за последние 30 дней; общее число правок за время существования раздела составляет 86 460.

## Комментарии
1. ↑  В исторической литературе прежних лет его имя часто приводится как Фахр ад-Дин Мубарак-шах Марварруди. Английский востоковед Э. Д. Росс[англ.], опубликовавший в 1927 году часть рукописи «Тарих-и Фахр уд-дин Мубарак-шах», по ошибке приписал её авторство Фахр уд-дин Мубарак-шах Марваруди (Faḵr-al-Dīn Abū Saʿīd Mobārakšāh b. Ḥosayn Marverūdī), придворному поэту Гуридов, умершему в 1205 году. Как позже установил индийский ученый Ага Абдус-Саттар Хан (Abdus-sattar Khan), на самом деле, рукопись принадлежала перу историка Фахр-и Мудаббиру, по прозвищу Мубаракшах.
2. ↑  В статье 2001 года «Новгородская псалтырь начала XI века — древнейшая книга Руси» (Архивная копия от 27 января 2020 на Wayback Machine) А. А. Зализняк и В. Л. Янин отнесли текст Новгородского кодекса к русскому изводу церковнославянского языка. Однако в более позднем докладе на XIII международном съезде славистов в 2003 году (Архивная копия от 15 июля 2014 на Wayback Machine) А. А. Зализняк отнёс его к «просто старославянскому тексту», отдельно подчеркнув его древность тем, что на момент создания памятника русского извода церковнославянского языка ещё не существовало:
Как и использование одноеровой графической системы, этот факт свидетельствует о том, что памятник принадлежит к более древнему и качественно иному периоду развития русской письменности, чем памятники 2-й половины XI века. Русского извода славянской письменности как системы на данном этапе ещё нет. В сущности перед нами ещё просто старославянский текст с некоторым числом ошибок.
3. ↑  Селищев относит к нему ещё и Киевские глаголические листки, но большинство авторов считает, что они написаны на классическом старославянском языке, практически без местных влияний.

### На иностранных языках
- Lunt, Horace Grey. Old Church Slavonic Grammar (англ.). — 7th. — Berlin, New York: Walter de Gruyter, 2001. — 264 p. — ISBN 3-11-016284-9.
- Huntley, David. Old Church Slavonic // The Slavonic languages (англ.) / Comrie, Bernard; Corbett, Greville G.. — London, New York: Routledge, 1993. — P. 125—187. — ISBN 0-415-04755-2.
- Sussex, Roland; Cubberley, Paul. The Slavic languages (англ.). — Cambridge: Cambridge University Press, 2006. — ISBN 978-0-521-22315-7.
- Vaillant, André. Manuel du vieux slave (фр.). — 2. — Paris: Institut d'études slaves, 1964. — Vol. I—II.
- Miklosich, Franz. Lexicon palaeosovenico-graeco-latinum (лат.). — Vindbonae: Guilelmus Braumueller, 1862—1865. — С. 1171.
- Miklosich, Franz. Radices linguae Slovenicae veteris dialecti (лат.). — Lipsae, 1845. — С. 147.